# Berkshire Downs
Les Berkshire Downs sont une chaîne de collines crayeuses située dans le Sud de l'Angleterre. Elle s'étend sur les comtés du Berkshire et de l'Oxfordshire.

## Géographie

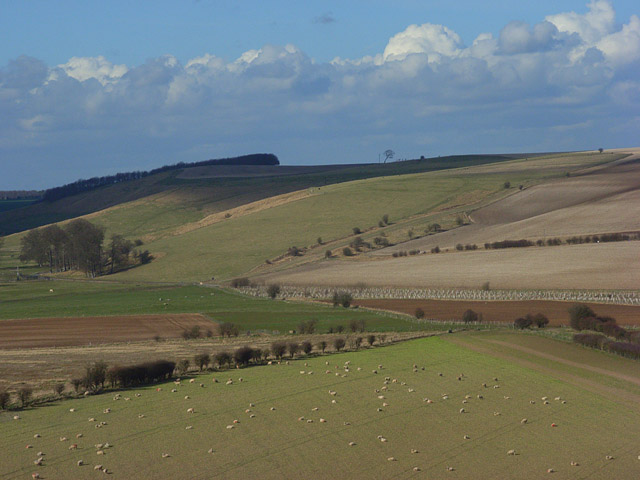
Les Berkshire Downs entre Lambourn et Ashbury.

La chaîne des Berkshire Downs est orientée d'ouest en est. À l'ouest, elle est située dans le prolongement des Marlborough Downs, tandis qu'à l'est, la vallée de la Tamise la sépare des Chilterns.